# 八路军驻广州办事处
八路军驻广州办事处是1938年按照国共合作抗日的协定在广州设立的八路军办事处。

## 历史
1938年1月八路军驻广州办事处在在德政北路7号（原375号）二楼成立，主任云广英，秘书徐青，还有5名工作人员。隶属于长江局。张云逸、廖承志、叶剑英先后具体指导开展工作。该楼在九十年代建设广州地铁时拆除。
1938年4月，八路军驻广州办事处迁往百子路8和10号（今中山二路的百子横路附近）何香凝于1923年用娘家私蓄建造的“双清楼”。1938年10月广州沦陷前夕，八路军办事处迁韶关。“双清楼”后被日军炸毁。改称八路军驻韶关办事处。1940年10月撤销。
1938年1月至10月，通过八路军驻广州办事处介绍到延安和参加八路军新四军的青年过千人。